# Three Imaginary Boys
Three Imaginary Boys är det engelska rockbandet The Cures debutalbum, utgivet 1979. Vid denna tidpunkt bestod gruppen endast av Michael Dempsey, Robert Smith och Lol Tolhurst. Alla tre var också upphovsmän till alla låtar utom Jimi Hendrix-covern "Foxy Lady". Albumet gavs 1980 ut i en amerikansk utgåva med något ändrad låtlista, med titeln Boys Don't Cry.

## Låtlista
Samtliga låtar skrivna av Michael Dempsey, Robert Smith och Lol Tolhurst, om annat inte anges.
1. "10:15 Saturday Night" - 3:41
2. "Accuracy" - 2:18
3. "Grinding Halt" - 2:49
4. "Another Day" - 3:44
5. "Object" - 3:03
6. "Subway Song" - 2:01
7. "Foxy Lady" (Jimi Hendrix) - 2:29
8. "Meathook" - 2:18
9. "So What" - 2:37
10. "Fire in Cairo" - 3:23
11. "It's Not You" - 2:49
12. "Three Imaginary Boys" - 3:17
13. "The Weedy Burton" - 1:04